# Rignac (Aveyron)
Rignac is een gemeente in het Franse departement Aveyron (regio Occitanie) Rignac telde op 1 januari 2022 2.019 inwoners.

## Geografie
De oppervlakte van Rignac bedroeg op 1 januari 2022 33,35 vierkante kilometer; de bevolkingsdichtheid was toen 60,5 inwoners per km².
De onderstaande kaart toont de ligging van Rignac met de belangrijkste infrastructuur en aangrenzende gemeenten.

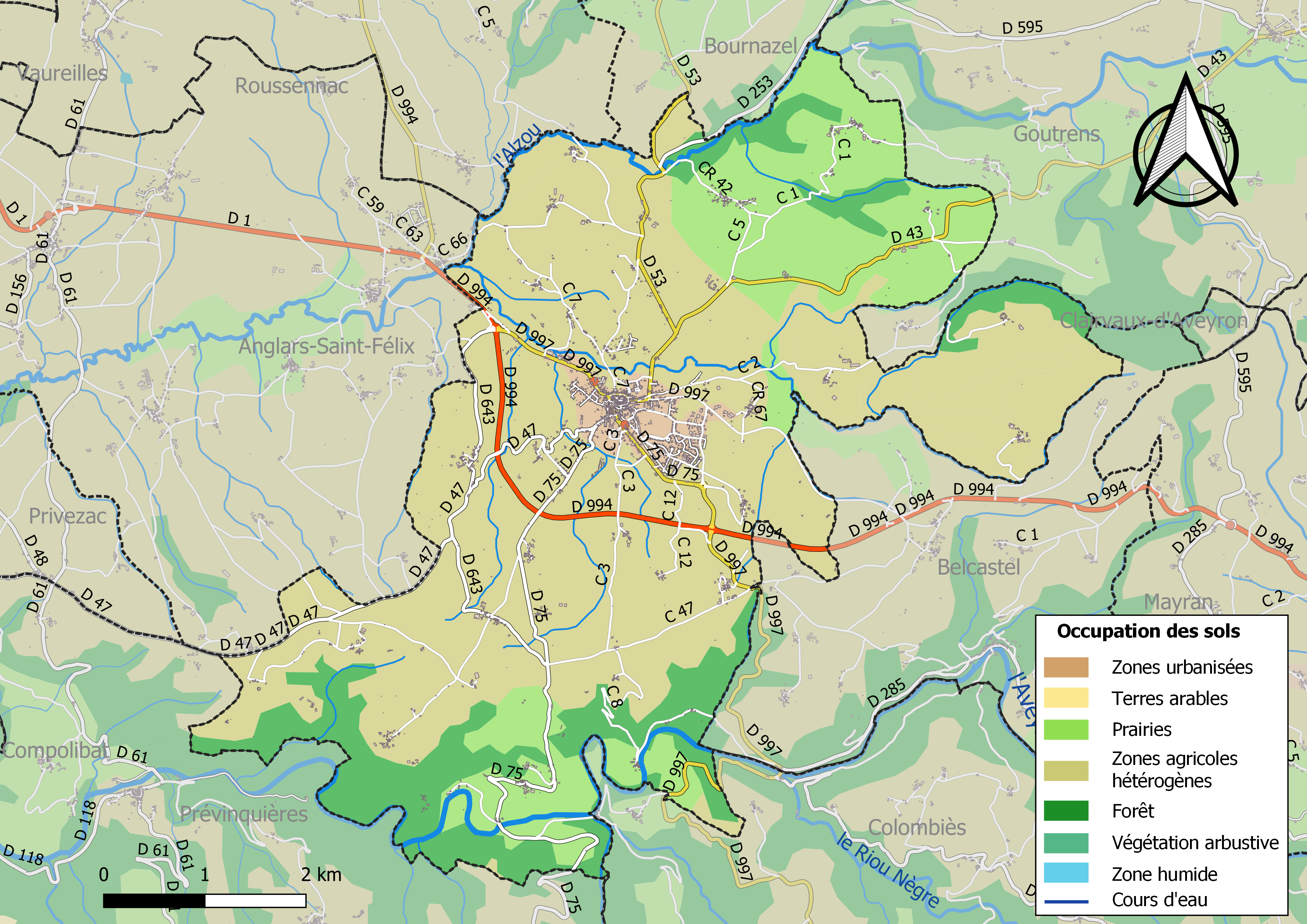

## Demografie
Onderstaande figuur toont het verloop van het inwonertal (bron: INSEE-tellingen).

Vanwege een beveiligingsprobleem met de MediaWiki Graph-software is het momenteel niet mogelijk deze grafiek weer te geven. Zodra de software is bijgewerkt zal de grafiek vanzelf weer zichtbaar worden.